# Інтерстиції
Інтерстиції (рос. интерстиции, англ. interstitions, нім. Interstitium n) — у мінералогії проміжки, простір між окремими мінеральними індивідами в зернистому мінеральному агрегаті.